# Emery (groupe)
Pour les articles homonymes, voir Emery.
Emery est un groupe de musique américain de post-hardcore originaire de Rock Hill, en Caroline du Sud. Ils sont sous contrat avec le label Tooth & Nail Records et résident à Seattle, État de Washington. 
Emery est formé avec comme membres originels Toby Morrell, Devin Shelton, Matt Carter, Josh Head, Joel Green et Seth Studley. Emery déménagea à Seattle afin de se trouver au sein d'une scène musicale plus active.
Avant de signer avec Tooth & Nail Records, Emery compte deux EP, The Columbus EEP Thee et la démo The Weak's End, qu'ils ont utilisés afin d'attirer l'attention des labels musicaux. Avec Tooth & Nail, le groupe enregistre quatre albums studio et deux EP. The Weak's End, leur premier album, est sorti en 2004, suivi par The Question en 2005 puis I'm Only a Man en 2007. Ce dernier album clôturait leur contrat avec le label Tooth & Nail. Malgré cela, le groupe signe de nouveau avec le label et enregistré ...In Shallow Seas We Sail qui est publié le 2 juin 2009.
Tous les membres d'Emery sont chrétiens, mais le groupe refuse toute étiquette de rock chrétien.

## Historique

### Formation et début (2000–2001)
Emery est formé en 2001 à Rock Hill, en Caroline du Sud, mais déménage rapidement pour rejoindre Seattle, État de Washington à la recherche d'un meilleur environnement musical (scène musicale active). Quatre des membres qui constituaient le groupe d'alors, Toby Morrell (chant, guitare), Devin Shelton (batterie), Matt Carter (guitare, claviers), et Joel « Chopper » Green (basse) quittent Rock Hill, en Caroline du Sud, pour Seattle le 11 septembre 2001, le jour des attaques terroristes ; ils entendent parler des attentats dans un petit « resto-route » en Caroline du Sud. Les membres du groupe viennent à l'origine d'autres groupes parmi lesquels « Sachul », « Joe 747 », « Simply Wings » ou encore « Oogie Brown ». Après quelque temps, Seth Studley, l'un des membres originels du groupe, se sépara de sa compagne et les suivit à Seattle : il récupéra alors son poste de batteur. Avec le retour de Seth derrière les futs, Devin vint vers l'avant de la scène en tant que guitariste.

### The Weak's End(2002–2004)
Après avoir emménagé dans le quartier d'Emerald City, à Seattle, Washington, Emery signe un contrat avec le label Tooth & Nail Records en 2002. Ne perdant pas de temps, Emery s'attache les services du producteur/ingénieur du son Ed Rosen et commence à travailler sur leur premier album, The Weak's End. Il a été produit au Black Lodge Studio à Eudora, dans le Kansas. Le disque sort en janvier 2004 chez Tooth & Nail Records. Emery part en tournée afin de promouvoir l'album.

### The Question(2005–2006)
Pendant la tournée, Seth Studley décide de quitter le groupe afin de se marier et Emery doit trouver un nouveau batteur. Lors d'une série de concerts en compagnie du groupe Haste the Day, Dave Powell passe une audition. Powell fait officiellement partie du groupe en novembre 2005. Powell jouait précédemment dans le groupe d'Indianapolis metalcore/hardcore The Bowels of Judas.
Juste après la tournée, Emery retourne en studio afin d'enregistrer le successeur de The Weak's End avec à la production Aaron Sprinkle. Les sessions d'enregistrement durent cinq semaines. The Question sort le 2 août 2005. Studying Politics en est le premier single et une vidéo paraît le 29 juin 2007. Le 21 novembre 2006, Emery ressort l'album The Question, en y incluant un DVD, cinq versions acoustiques d'enregistrements plus anciens et deux nouvelles chansons en démo, produites par Matt Carter. Le DVD comprend un film documentaire consacré à Emery, des extraits live et des bonus.
Peu de temps avant la sortie de la réédition de l'album, Joel « Chopper » Green quitte le groupe. Le 19 septembre 2006, Emery poste un texte blog sur leur site officiel expliquant ce départ. Devin et Toby se partagent dorénavant les parties basse autant sur scène qu'en studio.

### I'm Only A Man(2007–2008)
Pendant une tournée avec underØATH en Australie, Emery annonce la sortie d'un nouvel album. L'album, I'm Only A Man, est disponible sur internet avant sa sortie officielle le 2 octobre 2007. Cet album est produit par Ryan Boesch et Matt Carter et enregistré au Dark Horse Studio, dans le Tennessee. L'accueil de cet album est plutôt mitigé. Emery en réalise rapidement une édition deluxe, incluant quatre chansons acoustiques enregistrées pendant le Take Action Tour organisé avec le groupe The Red Jumpsuit Apparatus et un DVD incluant de nouveaux des extraits live et un documentaire. La version iTunes de cette édition comprend également une chanson bonus intitulée Whoa! Man.

### While Broken Hearts Prevail(2008)
Emery annonce en interview TVU qu'ils ont terminé un nouvel EP de huit chansons intitulé While Broken Hearts Prevail, dont la sortie est prévue le 28 octobre 2008. Ils ont commencent à jouer ces nouvelles chansons pendant la tournée précédente pendant laquelle ils faisaient la première partie du groupe The Almost, incluant une chanson dont le nom est Edge Of The World.

### ...In Shallow Seas We Sail(2009–2010)
Par l'intermédiaire d'une interview de Toby Morrell, Emery annonce un nouvel album à venir ...In Shallow Seas We Sail. Jusqu'à sa nouvelle signature avec Tooth & Nail Records, le groupe n'était pas certain que le groupe cherche ou non un nouveau label, leur contrat ayant expiré avec la sortie de l'album précédent. Ils resignèrent avec Tooth & Nail et donnèrent bientôt des informations sur le nouvel album.
Le 7 avril 2009, Emery sort une nouvelle chanson intitulée Cutthroat Collapse sur leurs pages Myspace, Purevolume, et iTunes. Le 29 mai 2009, Emery met en ligne ...In Shallow Seas We Sail en entier sur la page Myspace. Le 2 juin 2009, ...In Shallow Seas We Sail sort officiellement. Emery confirme pendant un chat sur AbsolutePunk que le premier vidéoclip du nouvel album sera Cutthroat Collapse. Pendant leur tournée américaine en tête d'affiche, Emery sélectionne quelques dates de concerts qui seront intégralement filmés. Aucune sortie concernant ces films n'est encore prévue.

### We Do What We Want(2011–2013)
Le 26 janvier 2011, un cinquième album, We Do What We Want, est annoncé pour le 29 mars 2011. Le groupe publie également le clip de la chanson Scissors. Une autre chanson, Curse of Perfect Days, est diffusée sur les chaines de radio chrétiennes.
Le 31 janvier 2011, le chanteur, guitariste et bassiste Devin Shelton annonce son départ indéfini d'Emery. Le 1er février 2011, une chanson intitulée The Cheval Glass est publiée sur Facebook, YouTube et Myspace. We Do What We Want est annoncé chez Tooth & Nail et leur sous-division Solid State Records.
Emery joue en tête d'affiche de la tournée Do What You Want avec To Speak of Wolves, et Hawkboy (ex-As Cities Burn). En tournée, ils annoncent un album acoustique. Le 28 mai 2011, Emery publie son nouvel album We Do What We Want sur AOL.com. Le 9 mai 2011, Emery publie un clip de la chanson The Cheval Glass, puis le 9 août celui de Scissors. Le 18 octobre 2011, Tooth & Nail publie la compilation Ten Years qui comprend les quatre premiers albums du groupe.
En 2013, Emery quitte Tooth & Nail/Solid State Records et lance son propre label, BadChristian Music. En 2013 et 2014, Emery joue la tournée The Weak's End 10th Anniversary avec Devin Shelton.

### You Were Never Alone(2014–2016)
En mars 2014, le groupe publie une démo de deux nouvelles chansons. L'album You Were Never Alone, enregistré grâce à un appel aux dons, est annoncé pour mi-2014, mais repoussé par la suite. Le 28 avril 2015, le groupe publie le clip de la chanson Hard Times. You Were Never Alone est publié le 19 mai 2015, via BadChristian Music, et apparait dans quelques classements du Billboard : 69e du Billboard 200, premier des Top Christian Albums, 6e des Independent Albums No. 8 on Alternative Music, 10e des Top Rock Albums, et 31e des Top Album Sales.
Le 30 avril 2016, Emery publie un EP intitulé Emery Acoustic: Live in Houston.

### Futur album (depuis 2017)
Le 17 mars 2017, Emery lance une campagne d'appel aux dons pour financer son nouvel album à hauteur de 50 000 $.

## Projets parallèles
Toby Morrell a un projet parallèle actif appelé I am Waldo. Les paroles sont inspirées du livre des psaumes et la musique est plus basée sur les instruments acoustiques. Devin Shelton a un projet parallèle actif intitulé Devinitely. La musique est orientée R&B et peut être trouvée via GarageBand. En 2012, Matt Carter et Toby Morrell forment un projet acoustique appelé Matt and Toby, qui publie son album éponyme le 19 novembre 2012, chez Tooth & Nail Records

## Membres

### Membres actuels
- Toby Morrell - chant, hurlements, basse (depuis 2001)
- Devin Shelton - chant, basse, guitare (depuis 2001)
- Matt Carter - guitare, chant (depuis 2001)
- Josh Head - claviers, hurlements, programmations, batterie (depuis 2001)
- Dave Powell - batterie (depuis 2005)

### Anciens membres
- Seth "Beef" Studley - batterie (2001-2004)
- Joel “Chopper” Green - basse (2001-2005)
- Joey Svendsen - basse (2001)

## Discographie

### Albums studio
- 2004 : The Weak's End
- 2005 : The Question
- 2007 : I'm Only A Man
- 2009 : ...In Shallow Seas We Sail[40]
- 2011 : We Do What We Want
- 2015 : You Were Never Alone
- 2018 : Eve
- 2020 : White Line Fever
- 2022 : Rub Some Dirt On It

### EP
- 2002 : The Columbus EEP Thee
- 2002 : The Weak's End
- 2005 : The Question Pre-Sale Exclusive (acoustique)
- 2008 : While Broken Hearts Prevail

### Apparitions
- Happy Christmas Vol. 4, avec (Ho Ho Hey) A Way For Santa's Sleigh
- Punk Goes 80's, avec une reprise de Holding Out for a Hero par Bonnie Tyler
- Punk Goes 90's, avec une reprise de All I Want par Toad The Wet Sprocket
- Taste of Christmas, avec The Last Christmas
- Take Action! Vol. 7, avec The Party Song
- Songs From The Penalty Box, Tooth & Nail Vol. 6, avec The Smile, The Face
- Emaline Media Group & Faceless Presents Face The Change, Vol. 6, avec The Movie Song
- Take Action! Vol. 8, avec The Smile, The Face

### Featuring
- 2007 : KJ-52, Toby Morrell apparaît sur la chanson Wake Up (The Yearbook)

## Clips
| Année | Titre                             | Producteur     |
| ----- | --------------------------------- | -------------- |
| 2005  | Walls                             |                |
| 2005  | Disguising Mistakes With Goodbyes | Djay Brawner   |
| 2006  | Studying Politics                 | Major Lightner |
| 2007  | The Party Song                    | Major Lightner |